# Egius platycephalus
Egius platycephalus är en skalbaggsart som beskrevs av Étienne Mulsant 1850. Egius platycephalus ingår i släktet Egius och familjen nyckelpigor. Inga underarter finns listade i Catalogue of Life.